# 6881 Сіфуцу
6881 Сіфуцу (6881 Shifutsu) — астероїд головного поясу, відкритий 31 жовтня 1994 року.
Тіссеранів параметр щодо Юпітера — 3,280.
Названо на честь Сіфуцу (яп. しふつ(至仏) сіфуцу).